# Edda Barends
Edda Barends (Amsterdam, 7 april 1942) is een Nederlandse actrice. Ze is de dochter van Steven Barends. Ze heeft na haar HBS-opleiding de toneelschool te Amsterdam met goed gevolg doorlopen en debuteerde op 21 december 1967 in het stuk Hoera Amerika. Ze speelde een aantal stukken bij Toneelgroep Studio en ze werkte later ook bij toneelgezelschappen als Globe, de Haagse Comedie, de Nieuwe Komedie en Het Werkteater.
Edda behoorde bij de Nederlandse Hoorspelkern en is in ten minste 23 hoorspelen te horen met hoofd- en bijrollen.

## Films
- 1971 - Hoffmans vertellingen
- 1972 - The Little Ark
- 1973 - Recht in eigen hand
- 1975 - Esther
- 1976 - Liefde half om half
- 1977 - Raven onderweg
- 1982 - Een gelukkige familie
- 1982 - Het verleden
- 1982 - De Stilte rond Christine M
- 1983 - Giovanni
- 1984 - Gebroken Spiegels
- 1985 - Een sneeuw
- 1986 - De aanslag
- 1988 - The Attic: The Hiding of Anne Frank
- 1990 - Moffengriet - Liebe tut, was sie will
- 1990 - Hoogvlieger
- 1990 - My Blue Heaven
- 1996 - De Opvolger
- 1997 - Vijf uur eerder
- 1999 - Cowboy uit Iran
- 2004 - Stille Nacht
- 2008 - Wijster
- 2011 - Lotus

## Televisie
- 1969 't Schaep met de 5 pooten
- 1972 Eva Bonheur
- 1973 Twee onder één kap
- 1979 Liefde half om half
- 1980 De reünie
- 1989 Medisch Centrum West
- 1990-1992 Mag het iets meer zijn?
- 1992 Zaterdagavondcafé
- 1992 Suite 215
- 1993-1994 Pleidooi
- 1995 12 steden, 13 ongelukken
- 1995 Eindeloos leven
- 1995 Vrouwenvleugel
- 1996 Charlotte Sophie Bentinck
- 1997 Kind aan huis
- 2000 Hij en Julia
- 2001 Baantjer
- 2002 Intensive Care
- 2006 Met één been in het graf
- 2010 Iedereen is gek op Jack
- 2013 Dokter Tinus
- 2014 Celblok H - Rita Maas
- 2019-heden Oogappels - Moeder Erik

## Hoorspelen
- Het ideaal glipt binnen door het venster (1971)
- Verhoor (1972)
- Operatie Tik-tak (1973)
- Hartzeer (1984)